# Mike Shinoda
Michael Kenji Shinoda (født 11. februar 1977 i Californien, USA) er en amerikansk sanger, rapper og musikproducer og derudover komponist.
Han er rapper, sanger og pianist i nü-metalbandet, Linkin Park, men har også et hiphopsideprojekt, Fort Minor. Mike er mest kendt for at rappe og andenstemme, ikke som forsanger. Han er halv japaner. Lige efter han var færdig med hans uddannelse, fik han et job som grafisk designer. Han har tegnet mange af tegningerne i musikvideoen til Breaking the Habit, han har også lavet coveret til albummet Hybrid Theory. Det var Mike, Rob og Brad som startede Linkin Park. Mike har mange kælenavne, deriblandt Mikey, Spike og  Shinizzle. Mike har en kone som hedder Anna Lovejoy, han har også en bror som hedder Jason (Mike kalder ham for Jay).